# Apple Inc.
Az Apple Inc. amerikai multinacionális informatikai vállalat. Fogyasztói elektronikai termékeket és szoftvereket, ill. ezekhez kapcsolódó felhő-szolgáltatásokat fejleszt, tervez, gyárt és forgalmaz. Egyike Amerika öt nagy, meghatározó információ-technológiai vállalatának.
Fontosabb hardver termékei: iPhone okostelefon, iPad táblagép, Macintosh személyi számítógép, iPod hordozható médialejátszó, Apple Watch okosóra. Fontosabb szoftverei: iOS, iPadOS, macOS, watchOS operációs rendszerek, az iTunes, a böngésző Safari, a videó vágó– és szerkesztő alkalmazás Final Cut Pro, a zeneszerkesztő Logic Pro. Fontosabb online-szolgáltatásai:  iTunes Store, az iPhone-t kiszolgáló iOS App Store, az Apple Arcade, Apple Music, az iMessage és az iCloud illetve az Apple Pay.
Éves globális árbevétele a 2020-as üzleti év során 274,5 milliárd dollárt tett ki. Bevételei szerint a világ legnagyobb technológiai, 2021 januárja óta pedig a világ legértékesebb vállalata. 2021-ben az Apple volt a világ negyedik legnagyobb PC-gyártója és a világ negyedik legnagyobb okostelefon-gyártója. 2018 augusztusában az Apple lett az első, tőzsdei kereskedésben résztvevő, amerikai vállalat, amelynek értéke meghaladja az egybillió dollárt, két évvel később, 2020 augusztusában szintén elsőként érte el a kétbilliós határt.
Az Apple 147 000 főállású alkalmazottat foglalkoztat, 511 kiskereskedelmi üzletet (Apple Store) tart fenn 25 országban. Működteti az iTunes Store-t, amely a világ legnagyobb zenei on-line kiskereskedelmi szolgáltatása. 2021 januári adat szerint a világon több mint 1,65 milliárd Apple-terméket használnak aktívan. A vállalatot magas szintű márkahűség jellemzi, az Apple a legértékesebb márka. Jelentős kritikát kap vállalkozóinak munkaügyi gyakorlata, etikátlan üzleti gyakorlata, versenyellenes magatartása miatt. Környezetvédelmi erőfeszítéseit bírálói is elismerik, ám nem tartják elégségesnek.

## Története
Az Apple-t 1976 április elsején alapította Steve Jobs, Steve Wozniak és Ronald Wayne – Wayne tizenkét nappal később eladta részesedését Jobsnak és Wozniaknak.
A céget hivatalosan 1977 januárjában jegyezték be Apple Computer, Inc. néven. Az első sikeres termék az Apple II számítógép volt, ez tette milliomossá Jobst és Wozniakot, ez alapozta meg az Apple sikerességét. A temérdek pénzből fejlesztett Lisa és Apple III azonban bukás volt. Az Apple-t segítő üzleti befektetők és Jobs rendre szembekerült egymással, Jobs álmai és az üzlet realitásai nem voltak összeegyeztethetők. 1981-ben az IBM is belépett a személyi-számítógép gyártók közé, az Apple ugyan egészoldalas hirdetésekben üdvözölte és kívánt sikereket – ám piaci részesedése folyamatosan csökkenni kezdett.
Az Apple-t a Macintosh 128k mentette meg. 1984 januárjában mutatta be az első Macintosht. Ez volt az első sorozatgyártott számítógép, amely grafikus felhasználói felületet és egeret használt – ezeket Jobs és kollégái a Xerox laborjában látták. A Macintosh és utódai sikere az Apple értékét növelte, a vállalat vezetésébe bevont befektetők képviselőivel (John Sculley, Mike Markkula, Gil Amelio), illetve az alkalmazott profi cégvezetőkkel Jobs viszonya annyira megromlott, hogy 1985. szeptember 17-én kilépett.
Az Apple szerteágazó termék-portfólióját rosszul menedzselő vezetésével a csőd felé tartott. Ehhez hozzájárult az Intel processzoros, Windowst futtató számítógépek sikeressége. Amíg az Apple egyetlen pár éves időszaktól eltekintve nem engedte hardvere másolását, szoftverei használatát más eszközökön, a többi számítógépgyártó (HP, Dell, Compaq stb.) szabadon építhetett az Intel processzorára és telepíthette a Microsoft operációs rendszerét. Ezek a számítógépek jóval olcsóbbak voltak az Apple modelljeinél. Az Apple visszahívta alapítóját, Steve Jobst.
Jobs 1997 szeptemberében tért vissza, sokáig az iCEO (i, mint interim, átmeneti, megbízott) vezérigazgatói címet viselte. Drasztikusan lecsökkentette az Apple által gyártott termékek számát és típusát. Kidobta a nyomtatókat, kamerákat. A számítógépeket otthoni-professzionális, illetve asztali-hordozható négymezős mátrixban helyezte el. A cég helyreállítását pénzügyi befektetéssel a Microsoft is segítette. Az 1988 májusában bemutatott iMac szakított a bézs-téglatest formával, színes, áttetsző, lekerekített házával átütő sikert aratott. A Think Different (Gondolkodj másképp) kampány hatására nem csak visszatértek a Maces vásárlók, de jelentős számú új vásárlót is nyert az Apple. A következő Apple fejlesztői konferencián Jobs nyilvánosan jelentette be: az Apple újra nyereséges.
2001-ben bemutatta az iPodot, a hordozható zene-, később média-lejátszóját. A siker mértékére jellemző, hogy az eszköz minden ellenállása ellenére átalakította a kiadócentrikus zeneipart, az iPod pedig a digitális hordozható zenelejátszó általános nevévé vált. A Macintosh után az iPod volt az Apple második legfontosabb terméke. A dizájn-mániás Jobs álmainak megfelelő Apple Store-ok közül az első 2001-ben nyílt meg, az Apple egyedi, jellegzetes kialakítású üzletei a kezdetektől nem csak a cég termékeinek forgalmazását, hanem az Apple-közösség összetartását, képzését, szórakoztatását is megcélozták.
2007-ben jött el az Apple harmadik meghatározó pillanata: bemutatta az iPhone-t. Előtte is volt okostelefon, az Apple is próbálkozott, de az iPhone volt az, amely elindította és éveken át vezette az okostelefon-elterjedést, forradalmat. 2007-ben hagyta el nevéből a Computer szót. A XXI. század első évtizedének sikerességéhez Jobs korlátlanul érvényesülő akarata mellett jelentős szerepe volt Jony Ive dizájnernek, aki később az Apple egyik igazgatója is lett. Ő tervezte az ikonikus iMacek, iPodok és iPhone-ok külalakját. 2019-ben eltávozott az Apple-től.
2011 augusztusában Jobs egyre súlyosbodó egészségügyi állapota miatt lemondott, helyére hosszú ideje első helyettese, Tim Cook került. Cook alatt az Apple lassan a szolgáltatások felé fordult, kiemelten az egészségügy felé: a 2015-ben bemutatott Apple Watch volt az első eszköz. Cook messze nem olyan vizionárius vezető, mint Jobs volt, így a korábbi Apple-től megszokott innovatív, piac előtt járó termékek helyett az iparág legjobb minőségű termékeit kínálja a cég. A teljes fejlesztési-gyártási vertikum birtoklása érdekében a processzor fejlesztést az Apple maga végzi, az iPhone-ba, iPadbe már 2010 óta, a Macintosh számítógépekbe 2020 óta kerül Apple processzor.

### Az Apple név eredete

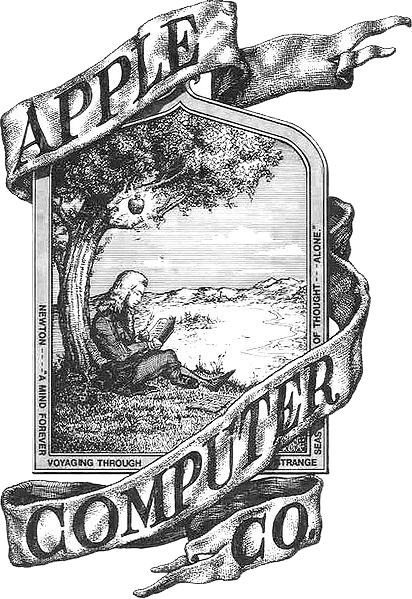
Az Apple első logója

Sok teória jelent meg, hogy miért kapta a szokatlan Apple (alma) nevet. Az egyik közismert vélekedés szerint Newton legendás almája volt a névadó, azonban Steve Jobs ezt tagadta. Valójában meghökkentő nevet kerestek, ami vicces és barátságos, de nem akartak olyan nevet adni, ami megszokott volt akkoriban a szakmában. „Éppen gyümölcsdiétán voltam és egy almaültetvényről tartottam hazafelé” emlékezett vissza Jobs 2010-ben. Nem is szólva arról, hogy így az „A” kezdőbetű miatt előre kerültek a céges listákban. Jobs minél előbb szerette volna a cégalapítást befejezni, így mivel egy napon belül nem jutott jobb eszükbe, maradt az Apple név. A newtoni eredet-elképzelés alapja az lehet, hogy alapítás után Ronald Wayne az Apple I értékesítésekor rajzolt egy logót, amint Newton ül egy almafa alatt, ám ez már a névválasztás után volt, és nem is tartották később ezt az irányt.
Később a névválasztás több problémát is eredményezett, mert a Beatles háttércége szintén Apple volt, ráadásul előbb alapították.

### Cég fontosabb mérföldkövei
- 1976-ban Steve Jobs-szal, Steve Wozniakkal és Ronald Wayne-nel közösen alapítják a Apple Computert, ami az 1970-es években a két Steve hobbijára épülő garázsvállalkozásként indult. Az Apple Computer első gépe az Apple I.
- 1977-ben elkészül az Apple II és a bevételek átlépik az egymillió dollárt. 1977-ben 2500 darabot adnak el. 1981-ben már 210 ezer darabot. Tizenhat év alatt összesen 6 millió darabot értékesítenek belőle.

Mike Scottnak felajánlották az elnöki posztot az Apple-nél.
- 1979-ben a Xerox részvényopciókat vesz 1 millió dollárért, cserébe az Apple betekintést kap a fejlesztésbe. Jef Raskin engedélyt kért és elindított egy új olcsó személyi számítógéptervezési projektet, ami a Macintosh elnevezést kapja.
- 1980 májusában elkészül az Apple III, de Steve Jobs révén a tervezési viták és ütközések gyenge kivitelezéshez vezettek, és így nem volt sikeres gép.
- 1980 december 12-én tőzsdére kerülnek az Apple részvények. Jobs részesedése 256 millió dollárt ér.
- 1981-ben bizalomvesztés miatt Mike Scottot eltávolítják a cégvezetéséből. Helyét ideiglenesen Mike Markkula veszi át.
- 1983 januárban megjelenik az Apple Lisa, amelynek névadója Steve Jobs lánya volt. Ez volt az első olyan kereskedelmi gép, ami (alapértelmezésben) kizárólag egérrel vezérelhető grafikus felhasználói felületet használt. Azonban (habár az Apple III-nál jobb konstrukció volt) nem lett sikeres, főleg magas ára miatt. Két éven belül leállították a gyártását.

Steve Jobs átszerződteti John Sculleyt a Pepsi-Cola cégtől.
- 1984-ben piacra kerül az Apple Macintosh. Kezdetben az eladási mutatók az elvárt alatt teljesítenek, ezen későbbi fejlesztések változtatnak majd és azután válik siker géppé.
- 1985-ben hatalmi összetűzésbe kerül Steve Jobs az Apple vezetési testületével és távozni kényszerül a cégtől. Steve Wozniak szintén távozik. Steve Jobs néhány hónap múlva megalapította a NeXT néven ismert saját cégét.
- 1996-ban a NeXT-et felvásárolta az Apple 429 millió dollárért.
- 1997-ben Jobs az Apple ideiglenes (interim chief) vezetője lesz. 2000-ben az ideiglenes jelző kikerül a megnevezésből.
- 1998-ban piacra kerül az iMac, ami átütő siker, milliós példányban adnak el belőle, az Apple részvényeinek értéke sokszorosára növekszik. A dizájn elnyeri a Chrysler Design Institute díját.
- 2001-ben megjelenik az első iPod, ami hatalmas siker és új fejezet az Apple életében. Szintúgy a 2003-ban elindított iTunes szolgáltatás, amely új üzleti modellt nyit a piacon és már az első héten 1 milliónál több zeneszámot értékesít.
- 2007-ben megjelenik az iPhone. Habár az elemzők szkeptikusak voltak, a siker átütő és minden optimizmust meghaladó lett. Forradalmat jelentett az okostelefonok piacán.
- 2010-ben megjelenik a iPad, ami bár nem technikai újdonság, de egy új piaci szegmens, az ún. táblagép kialakulását jelenti. Az egyik legnagyobb rivális a Samsung lesz a telefon- és táblagép-piacon, ahol aztán több szabadalmi jogi vita alakul ki.
- 2011. Steve Jobs augusztus 25-én hajnalban egy rövid levélben bejelentette lemondását az Apple vezérigazgatói posztjáról. Helyét Tim Cook, az Apple értékesítésért felelős alelnöke, illetve Jobs hosszú betegszabadságai alatt a vállalat operatív vezetője vette át. Jobs nem távozott az Apple-től, megmaradt az igazgatótanács elnökének és Apple-alkalmazottnak egészen 2011. október 5-ei elhunytáig.
- 2021. Az Apple számítógépeinél saját, M1 nevű processzorára vált az Intelről. A váltás oka: az Intel már évek óta képtelen teljesíteni az Apple által elvárt teljesítménynövelést, ill. energiafogyasztás-csökkentést.[36] Az Inteles Macet az Apple Szilíciumos Mac várhatóan 2022 végére váltja le.
- 2022. Az Apple új számítógépet mutat be. A félprofi asztali gép neve: Mac Studio.[37]
- 2024 A felhasználók számára elérhetővé vált a tavaly bejelentett  Apple Vision Pro. A cég által „térbeli számítógép“-nek nevezett eszköz– hétköznapi elnevezéssel: okos szemüveg – ötvözi a digitális tartalmat a fizikai világgal, és erőteljes térbeli élményeket.[38]

## Az Apple termékei
A felsorolásban az Apple forgalomban levő fontosabb termék-csoportjai szerepelnek.

### A Macintosh számítógép és operációs rendszere

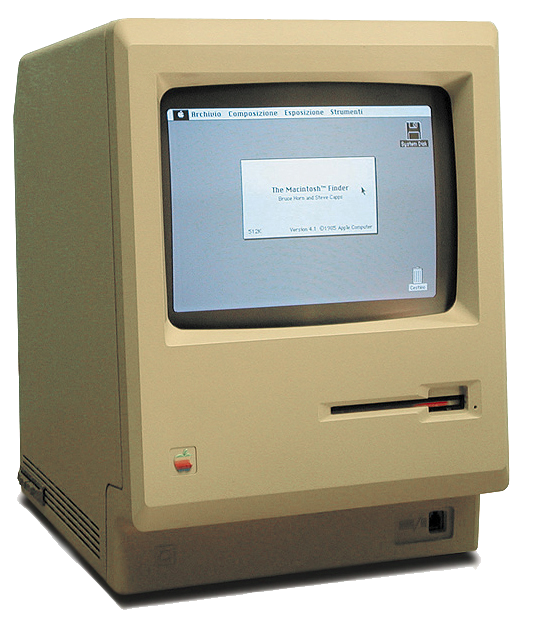
Az első Macintosh 128K (amelyet 512 kilobájtosra frissítettek – lásd a kijelzőn látható fehér ablak bal alsó sarkát), a Macen a Finder 4.1 fut.

A Macintosh (röviden Mac) az Apple számítógépek általános elnevezése. A cég első számítógépei (Apple I, 1976. április – Apple IIc Plus, 1990. november) a cég nevét viselték, azóta – a cégtől való megkülönböztetés érdekében – Macintosh az elnevezésük (Macintosh 128k, 1984), több esetben csak Mac (iMac, eMac...). Az iBook (1999. július – 2006. május), a PowerBook (G3, 1997 november – G4, 2006. április), az XServe (2002 május – 2008 január) és Workgroup/Network Server (1993 március – 1998 március) a kivétel.
Az Apple számítógépekbe elsőként MOS Technology 6502 processzor került (Apple I, 1976 április -Apple IIc Plus, 1990 november), ezt a Motorola 680x0 (Lisa, 1983 január – Workgroup Server, 1984 október), PowerPC (eMac, 2002 április – Xserve G5, 2006 január) és Intel (iMac, 2006 január –) processzorai követték. 2021-ben az Apple elkezdte a váltást saját fejlesztésű processzoraira. 2020 novemberében mutatták be az Apple M1 processzoros Mac minit, MacBook Airt és MacBook Pro 13"-t. 2021. október 18-án bejelentették az M1 Pro processzoros MacBook Pro 14 és 16 inches, és az M1 Max processzoros MacBook Pro 16 inches számítógépet.
Az Apple számítógépek jellemzője, hogy a cég saját fejlesztésű operációs rendszerét használják. Az első Macintosh System Software-t 1984 januárjában mutatták be. Az utolsó System Software a 7.5-ös verzió volt, ezt követte a Mac OS elnevezés, a számozás 7.6-tal folytatódott. Az utolsó Mac OS a 2001 augusztusában bemutatott 9.2 volt. A következő operációs rendszer a Mac OS X, amelynek első változata a unixos FreeBSD alapjaira épült. Az évek alatt az Apple a teljes kódot átírta, majd 32-bitesről 64-bitesre módosította. Szeptember 16-án mutatták be a macOS Sequoia operációs rendszert. Az új verzió része az Apple Intelligence, a vállalat személyes intelligencia-rendszere
Az Apple gépei 2005 óta rendszerint az alábbi osztályozásnak felelnek meg: professzionális – magánhasználat, asztali – hordozható számítógép.
2025 januárjában a következő Macintosh számítógépeket gyártja és forgalmazza az Apple:
- Mac Pro. Asztali gép, professzionális felhasználásra. A legerősebb Macintosh.
- Mac Studio. Asztali gép, félprofesszionális felhasználásra. Az Apple M2 Ultra processzora ezzel a Mackel.
- iMac. Professzionális felhasználásra szánt asztali számítógép Apple M4 processzorral. Jelenleg 24 inches kijelzővel.
- Mac mini. Nem professzionális használatra szánt asztali számítógép, kijelző nélkül. Apple M4 Pro processzoros.
- MacBook Pro: Professzionális felhasználásra szánt hordozható számítógép. Apple M4 processzorral készül.  történő átállás megkezdődött. Jelenleg 14 és 16 inches változatban kapható.
- MacBook Air. Nem professzionális felhasználásra szánt hordozható számítógép. Apple M3 processzoros. 11 és 13 inches változatban kapható.

A Macintoshhoz számos Apple kiegészítő kapható, a legismertebbek: Pro Display XDR, Magic Mouse, Magic Trackpad, and Magic Keyboard.

### iPod

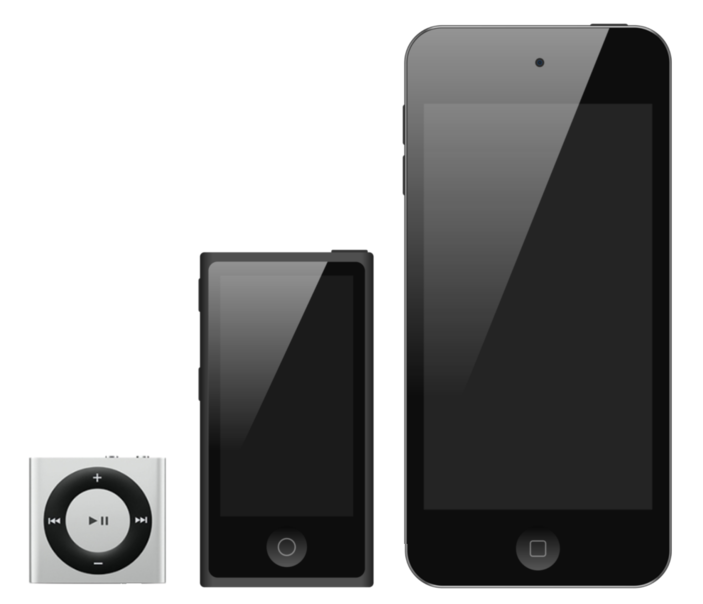
Az iPod Shuffle, az iPod Nano és az iPod Touch.

Az iPod az Apple hordozható eszköze, amelyet 2001. október 23-án mutatott be. Az iPod tudása, kapacitása azóta folyamatosan nőtt, mérete pedig zsugorodott. Az iPod bemutatása óta alkalmas legalább ezer zeneszám tárolására és lejátszására.
A zeneipar XXI. század elején történt átalakulásának az iPod katalizátora volt, az addig bevett előadó – kiadó – stúdió – 8-15 számot tartalmazó könnyűzenei nagylemez-kislemez helyett a neten át értékesíthető akár egyetlen zeneszám lehetősége forradalmi változást okozott. Az iPod nem az első zenelejátszó volt, de meghatározó voltát jelzi, hogy neve elszakadt a terméktől, az ilyen típusú eszközök gyűjtőnevévé vált – ahogy elődje, a Walkman.
Az iPodnak létezett mini (2004 január), shuffle (2005 január), nano (2005 szeptember) változó méretű verziója. Az iPod Photo (2004 október) volt az első, amely már fényképek tárolására is alkalmas volt.
Az iPodra zenét feltölteni az iTunes szoftverrel lehetett – jelenleg a Zene alkalmazás a Mac-es szoftver e célból –, az iTunesnak az Apple elkészítette a Windows alatt futó változatát is.
Az iPod hatalmas népszerűsége az iPhone megjelenése után drámai mértékben csökkent, hiszen az iPhone képes mindarra, amire az iPod. 2021. tavaszán az Apple kínálatában egyedül az iPod touch található.

### iPhone és iOS

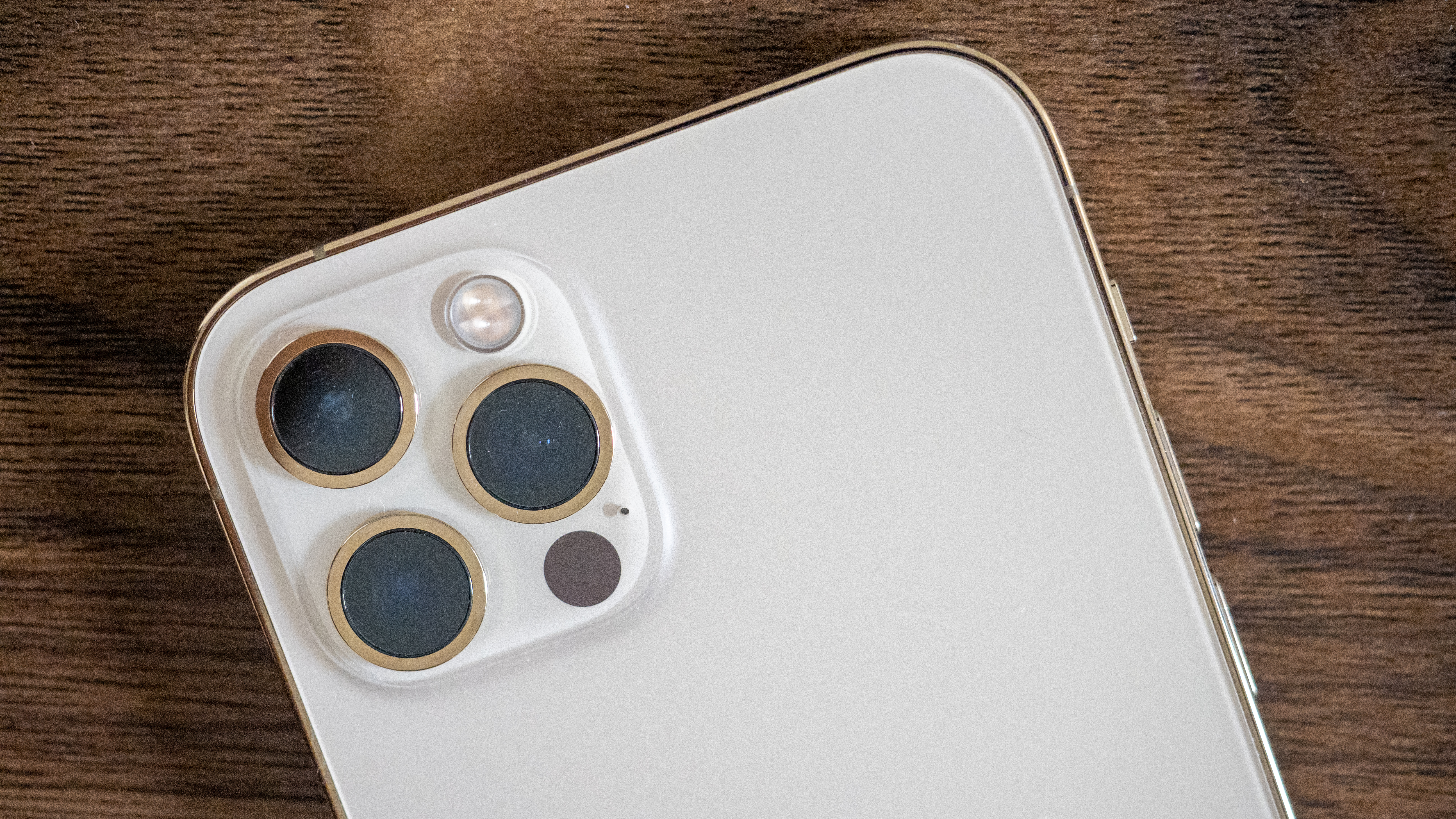
Apple iPhone 12 Pro kamerái

Az iPhone érintőképernyős okostelefon-család. Az első iPhone-t Steve Jobs mutatta be 2007. június 29-én az MacWorld rendezvényen helyi idő szerint 9:41-kor – ezért látható ez az időpont az Apple összes hivatalos sajtóanyagában az iPhone kijelzőjén. Az iPhone három fontos eszközt, szolgáltatást integrált egyetlen eszközbe: a "nagy kijelzős iPodot érintőfelületével", a "forradalmi mobiltelefont" és a "soha nem látott hatékonyságú Internet-kommunikációs eszközt". Az iPhone bemutató prezentációt tartják Steve Jobs egyik legjobb, leghatásosabb előadásának.
Az iPhone-ok minden generációja az Apple iOS operációs rendszerét használja. Az eszköz alaptudását az Apple előre telepített alkalmazásai adják. Ezek az Apple felhőjén (iCloud) képesek adatcserére az azonos Apple ID-t használó eszközökkel, amennyiben ezt az adott készüléken engedélyezték. Az eszköz tudása az Apple alkalmazásboltjából (App Store) letölthető alkalmazásokkal bővíthető, vannak ingyenes és fizetős alkalmazások, illetve egyes alkalmazások adott funkciójának elérése lehet fizetős (alkalmazáson belüli fizetés). A kínálatot jellemzi a "mindenre van egy alkalmazás" szállóige. Az alkalmazásbolt az egyetlen legális mód az alkalmazás forgalmazásra, a befogadásért az Apple díjat számít fel. A kizárólagosság miatt az Apple-t számos vállalkozás perelte és fogja még beperelni, de 2021 elejéig bíróság nem ítélte el az Apple gyakorlatát. Az Apple érve a kizárólagosságra az, hogy így csak ellenőrzött alkalmazás kerül az Apple eszközére, így biztosítható a felhasználói élmény és a vírusmentesség.
Az iPhone-ok technikai fejlődése folyamatos. Az első iPhone (2007) kijelzője 3,5 inches és 320x480 képpont felbontású volt, az iPhone 13 Pro Max (2021) kijelzője 6,7 inches és 2778x1284 képpontos. Az első iPhone 4 GB memóriát kapott, a 2021 szeptemberi modell már akár 1024 GB-tal is rendelhető.

### iPad

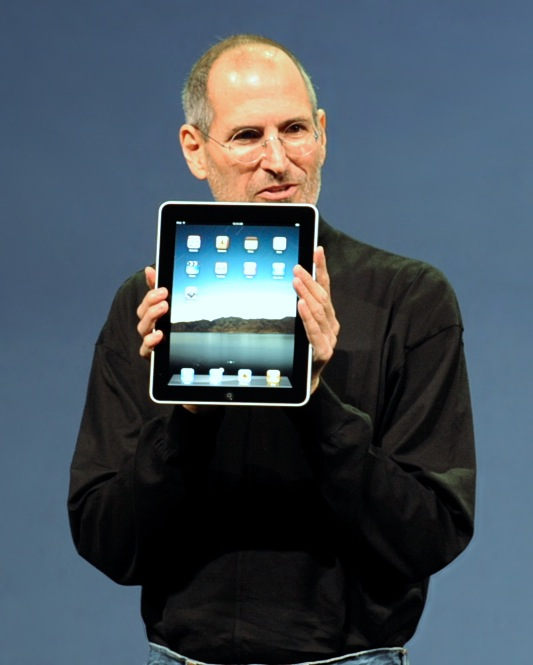
Steve Jobs bemutatja az iPadet.

Steve Jobs, az Apple alapító-vezérigazgatója 2010. január 27-én a San Franciscó-i Yerba Buena Arts Centerben mutatta be az Apple tabletjét, az iPadet. Az iPadek átmenetet képeznek az okostelefonok (az Apple esetében az iPhone) és a belépő szintű hordozható számítógépek (MacBook Air) között. Érintőfelületes használatuk – amely mára külső billentyűzettel és egeret helyettesítő tollal egészült ki – az iPhone-hoz teszi hasonlatossá. A táblagépek kezdetben a szórakozás – kép- és filmnézést, zenehallgatás, böngészés – eszközei voltak, de a gyártók mindent elkövettek, hogy munkavégzésre is alkalmassá tegyék őket.
Az iPad a kezdetekben az iOS operációs rendszert használta. Az iOS 12 után az Apple szétválasztotta az iPhone-ra fejlesztett iOS-t és az iPadre optimalizálta iPadOS 13-t 2019-ben. Az iPad az Apple felhőszolgáltatásán, az iCloudon keresztül számos Apple alkalmazás adatainak szinkronizációjára képes.
Mindegyik bemutatott iPad verziónak volt csak wi-fi, valamint wifi és cellular változata, ez utóbbi esetén fizikai vagy újabban virtuális SIM-kártya használata lehetséges. Az iPad kapacitása is folyamatosan nőtt. Az első iPad kijelző-felbontása 1024x768 képpont volt 9,7 inchen, a 2021 tavaszán bemutatott iPad Pro kijelzője  2160x1620 képpont 12,9 inchen. Az első iPad maximálisan 64 GB tárhelyet kínált, a jelenlegi legnagyobb eszköz akár 1TB-ot is.
Az iPadek az Apple A4-A14 Bionic processzor-sorozatát használták 2021 tavaszáig, amikor az új iPad Pro-ba az új Apple M1 processzor került.
Az iPadek Apple által gyártott kiegészítői:
- Apple Pencil – toll, amivel az iPad érintőkijelzőjén dolgozhatunk,
- Magic Keyboard – billentyűzet, amellyel az iPad számítógépszerűen használható, egyben az iPad védőtokja is. Hasonló eszközt más gyártók is készítenek.

### Apple Watch

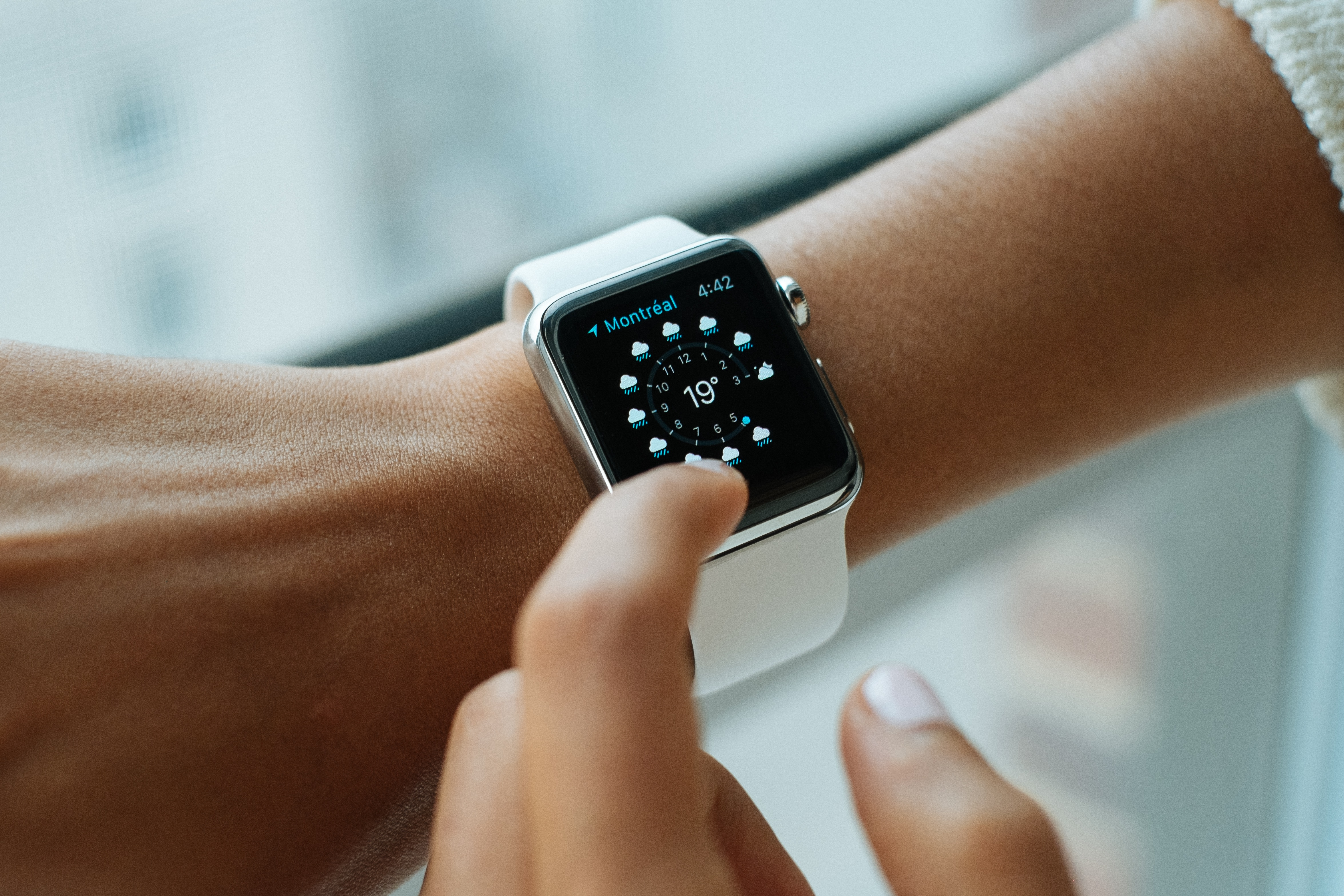
Az Apple Watch

Az Apple Watch okosórát 2014. szeptember 9-én mutatta be Tim Cook.
Az óra szorosan együttműködik egy iPhone-nal, a szoftverfrissítés, az alkalmazás-letöltés, az órakijelző képének módosítása az iPhone segítségével végezhető. Az óra számos egészségügyi mutató figyelésére képes, fitness segéd- és mérőeszköz, újabb verzióval önállóan is használható Apple Pay fizetésre.
Az órának saját operációs rendszere van, a watchOS.

### Apple TV
Az Apple TV az internethez és HD-kijelzőhöz, televízióhoz csatlakoztatható eszköz. Funkciója, hogy az általa tárolt videókat, képeket vagy zenéket a csatlakoztatott eszközön megjelenítse, illetve más – jellemzően Apple – eszközökről átirányítsa.
Az Apple TV a cég egyik többször újratervezett eszköze, amely máig nem váltotta be a hozzá fűzött, és utólag eltúlzottnak vélt küldetését: úgy forradalmasítani a videó világát, ahogy azt az iPod tette a zenekiadókéval. Az első eszközt 2007 januárjában mutatták be, majd újratervezték 2010 szeptemberében. Harmadszorra 2012 márciusában mutatták be a megújult Apple TV harmadik generációját. Három év múlva ismét a teljesen megújult Apple TV-ről beszélt az Apple. Az utolsó frissítésre 2017-ben került sor.
Az Apple TV önálló operációs rendszert használ, 2015-ben mutatták be a tvOS-t.
Az Apple TV szerepét felértékelheti az Apple TV+ szolgáltatás, bár ez nem csak Apple TV segítségével érhető el.

### HomePod

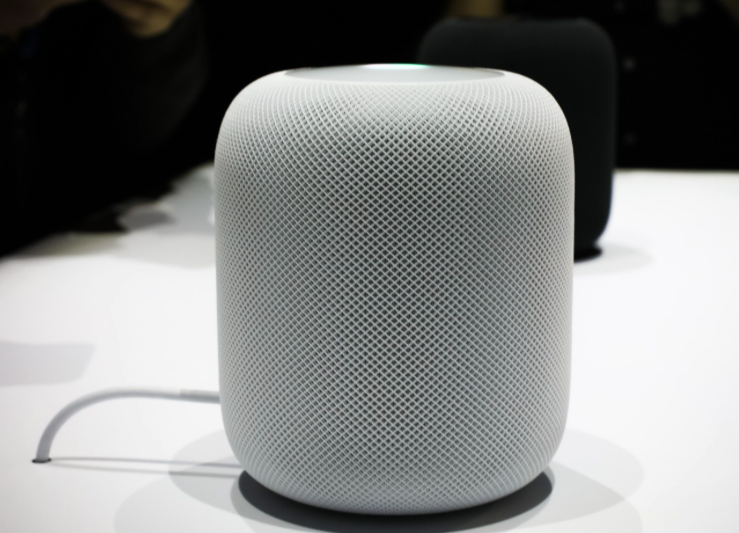
A fehér HomePod.

A HomePod az okos otthon, a hangvezérlés eszköze, amely egyben hangszóróként is használható. Az Apple számos vetélytársától elmaradva (Amazon Echo, Google Home) lépett a piacra, ahol nem aratott átütő sikert.
Az Apple 2018. februárja és 2021. márciusa között forgalmazta a HomePodot, amelyet a 2020 novemberében bemutatott HomePod mini váltott.

### AirTag
2021. április 22-én mutatta be az Apple az AirTag nyomkövetést biztosító eszközét. A nagyobb gomb méretű eszközt táskához csatlakoztatva vagy pénztárcába rejtve megkereshetjük iPhone-nal vagy iPaddel.

### Szoftverek

macOS logó.

Az Apple az első Macintosh bemutatása óta foglalkozik szoftverfejlesztéssel. A cég hamar felismerte, hogy a hardver-szoftver hibátlan összehangolása üzleti előnyt jelent. Ezért eszközei operációs rendszereit – számítógép: macOS, iPhone iOS, iPad ipadOS, Apple Watch watchOS és Apple TV tvOS – saját maga fejleszti. A macOS adott időszakban szerver-funkciókat is képes volt ellátni.
A Macintoshon számos további Apple alkalmazás is megtalálható, vagy megvásárolható. Előre telepített a fájlkezelést segítő Finder, amelyet sokan az operációs rendszer részének vélnek, bár nem az. További, a Macre előre telepített Apple alkalmazások:
- App Store
- Automator
- Betűtár
- Emlékeztetők
- FaceTime
- Fotók, korábban iPhoto
- Hangjegyzetek
- Jegyzetek
- Képletöltő
- Kontaktok
- Könyvek
- Launchpad
- Lokátor
- Mail
- Megtekintő
- Mission Control
- Naptár
- Otthon
- Photo Booth
- Podcastok
- QuickTime Player
- Ragacsok
- Rendszerbeállítások
- Részvények
- Sakk
- Segédprogramok
- Siri
- Számológép
- Szótár
- Szövegszerkesztő
- Térképek
- Time Machine
- TV
- Üzenetek
- Zene, korábban iTunes

Az Apple 1999-ben vezette be az iLife gyűjtőnevet kreatív alkalmazásai csoportja számára, ide tartozott az azóta megszűnt iDVD, iWeb, az átalakult iTunes és iPhoto, illetve a 2021 elején is létező iMovie és GarageBand. Bár az iWork elnevezés már nem él, de a három alkotó szoftver igen: a Pages Word kompatibilis szövegszerkesztő, kiskiadvány-készítő, a Numbers Excel kompatibilis táblázatkezelő és a Keynote PowerPoint kompatibilis prezentáció-készítő.
A professzionális videóvágók számára az Apple a Final Cut Pro alkalmazást, a hangszerkesztőknek a Logic szoftvert kínálja. A fotósoknak szánt Aperture 2005-2014 között volt megvásárolható.

### Szolgáltatások

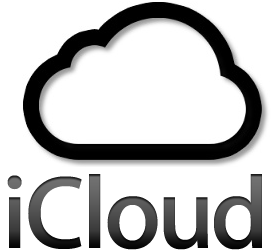
iCloud, az Apple felhőszolgáltatása.

Az Apple első felhőszolgáltatása 2000-2002 között az iTools volt, ez alakult át 2008-ban és vette fel a .Mac nevet, amelyet 2008-ban MobileMe-re változtatott. Az Apple felhője két szolgáltatást kínál: tárhelyet és netes alkalmazások futtatását. Az Apple netes alkalmazásainak mind Macintoshon, mind iPhone-on, iPaden van telepíthető párja, az ezek közti adatszinkronizáció az Apple-felhasználói élmény egyik alapja.
A felhasználókat egyedi Apple ID azonosítja, ez az útlevél az Apple világában.
Az Apple felhő közel hatvan szolgáltatást kínál.

## Az „1984” reklám
Az „1984” reklámnak vagy az Apple „1984” reklámjának nevezett televíziós reklám indította útjának az Apple Macintosh személyi számítógépet 1984-ben.
A reklámot január 22-én mutatták be az 1984-es Super Bowl harmadik negyedében. A felvételen egy hősnőt láthatunk piros rövidnadrágban és egy Apple pólóban, amint egy orwelli világon fut keresztül, hogy nekidobjon egy kalapácsot – az IBM-et ábrázoló – Nagy Testvér képének. A következő kép az alábbi üzenetet írta ki: „Január 24-én az Apple Computer bemutatja a Macintosh-t, melytől 1984 nem lesz olyan mint az 1984.”

## Szolgáltatások
- iCloud (korábban MobileMe)
- Apple TV+
- Apple Music
- Apple Arcade
- Apple News+ (angol nyelven). Apple. (Hozzáférés: 2023. június 18.) – Apple Hírek: magazinok és újságok, online előfizetéses szolgáltatás.

## Filmek az Apple-ról
Az Apple, mint operációs rendszereket gyártó cég több filmben is megjelent. Ilyen film például a Számító emberek című 1999-ben bemutatott, nagy sikerű alkotás. A film részletesen bemutatja az Apple és a Microsoft közötti versengést. Mindemellett bemutatja, hogy Steve Jobs milyen kegyetlen és megalázó módon bánt programozóival.